# Adeu de Macedònia
Adeu de Macedònia (grec antic: Ἀδδαῖος o Ἀδαῖος, llatí: Addaeus o Adaeus) fou un epigramàtic grec nadiu segurament de Macedònia, car apareix en un document esmentat com Macedonius.
Va viure al segle iv aC, en temps d'Alexandre el Gran, atès que parla de la seva mort. Segurament fou un personatge diferent d'Adeu de Mitilene.